# Castle Donington
Castle Donington è un villaggio e parrocchia civile dell'Inghilterra, appartenente alla contea del Leicestershire.